# District de Ganxian
Pour les articles homonymes, voir Gan.
Le xian de Gan (chinois : 赣县区 ; pinyin : Gànxiàn qū) est un district administratif de la province du Jiangxi en Chine. Il est placé sous la juridiction de la ville-préfecture de Ganzhou.

## Démographie
La population du district était de 526 694 habitants en 1999.